# Стантон (Ајова)
Стантон (енгл. Stanton) град је у америчкој савезној држави Ајова. По попису становништва из 2010. у њему је живело 689 становника.

## Демографија
Према попису становништва из 2010. у граду је живело 689 становника, што је -25 (-3.5%) становника више него 2000. године.
| Група             | 2000.       | 2010.       |
| Белци             | 703 (98,5%) | 687 (99,7%) |
| Афроамериканци    | 0 (0,0%)    | 0 (0,0%)    |
| Азијати           | 1 (0,1%)    | 0 (0,0%)    |
| Хиспаноамериканци | 4 (0,6%)    | 1 (0,1%)    |
| Укупно            | 714         | 689         |